# Zygmunt Okręt
Zygmunt Okręt właściwie Nachaniasz/ Nachemiasz Okręt (ur. 14 stycznia 1897 w Stopnicy, zm. 17 stycznia 1964) – pułkownik, długoletni oficer wojskowego i cywilnego aparatu bezpieczeństwa PRL.

## Życiorys
Urodzony w rodzinie pochodzenia żydowskiego, syn Ignacego – Israela i Sary – Salomei.
Swoją karierę w aparacie bezpieczeństwa rozpoczął w styczniu 1945 od stanowiska zastępcy Szefa Oddziału Informacji 1 Armii Wojska Polskiego; następnie w sierpniu 1945 objął stanowisko szefa Wydziału Informacji Pomorskiego Okręgu Wojskowego, od grudnia 1945 pełnił analogiczną funkcję w Łódzkim Okręgu Wojskowym.
W 1948 przeszedł do Ministerstwa Bezpieczeństwa Publicznego na stanowisko inspektora przy kierownictwie Departamentu VII (wywiad) MBP. Rok później został wicedyrektorem Departamentu VII i zastępcą generała Wacława Komara (ówczesnego dyrektora Departamentu VII).
W lutym 1951 objął stanowisko dyrektora Centralnego Archiwum Ministerstwa Bezpieczeństwa Publicznego, następnie sprawował to samo stanowisko w Komitecie do spraw Bezpieczeństwa Publicznego i od listopada 1956 w Ministerstwie Spraw Wewnętrznych. Zwolniony z MSW w sierpniu 1960. Pochowany na cmentarzu Powązki Wojskowe w Warszawie (kwatera A26-tuje-9).